# Sauce (Uruguai)
Sauce és un municipi de l'Uruguai ubicat al sud del departament de Canelones, 22 km al nord de Montevideo.

## Geografia
Sauce es troba al sud del departament de Canelones, dins el sector 6. Els centres poblats més propers són Progreso a l'oest, Las Piedras al sud-oest, i Pando al sud-est. El rierol del Sauce envolta el municipi.

## Infraestructura
Sauce té accés per les rutes nacionals 6, 67, 107 i 86. A més, les vies del ferrocarril i l'estació de tren estan disponibles.

## Població
Segons les dades del cens de 2004, Sauce tenia una població aproximada de 5.797 habitants.
| Any  | Població |
| ---- | -------- |
| 1963 | 3.532    |
| 1975 | 3.911    |
| 1985 | 4.294    |
| 1996 | 4.932    |
| 2004 | 5.797    |

Font: Institut Nacional d'Estadística de l'Uruguai

## Govern
L'alcalde de Sauce és Rubens Ottonello.